# Kokosinseln-Meuterei

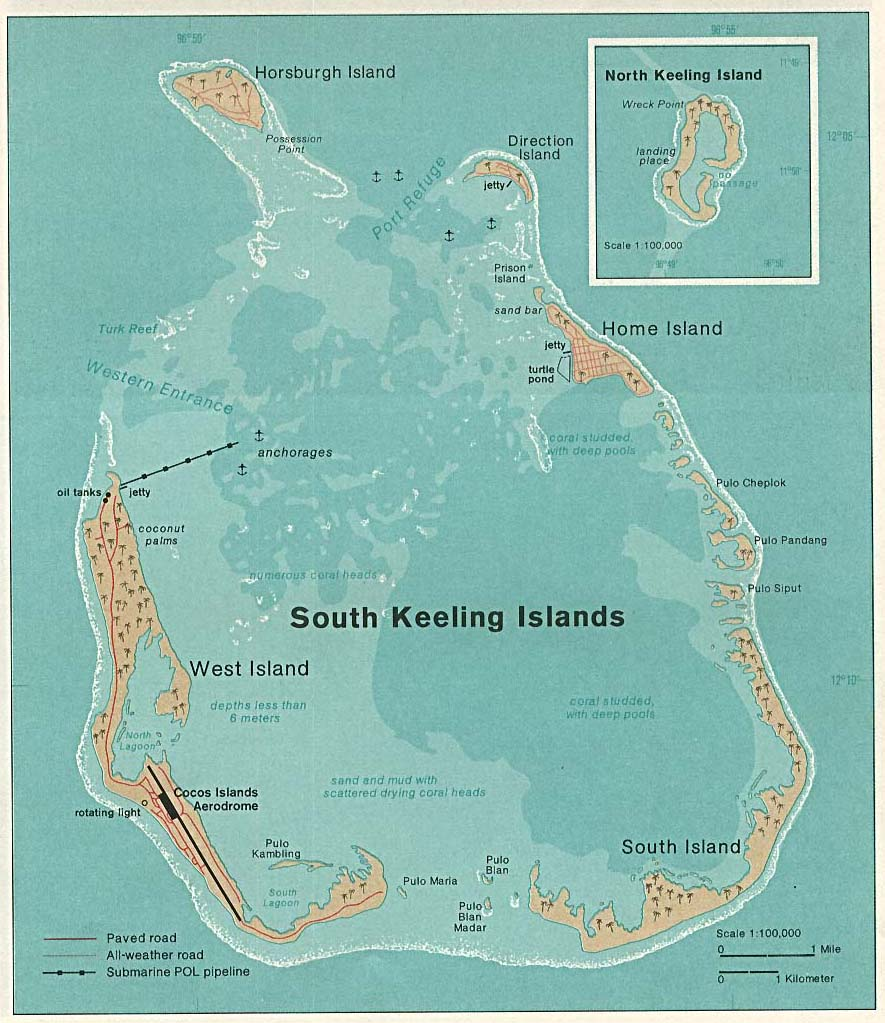
Lagekarte der Kokosinseln, oben halblinks Horsburgh Island und halbrechts darunter Direction Island

Die Kokosinseln-Meuterei (englisch: Cocos Islands Mutiny) fand während des Zweiten Weltkriegs im Mai 1942 auf Horsburgh Island im Indischen Ozean statt. Die Meuterer waren ceylonesische Artilleristen. Es war die einzige Meuterei, nach der britische Streitkräfte während des Zweiten Weltkriegs Todesurteile vollstreckten.
Die Kokosinseln liegen zwischen Australien und Sri Lanka, etwa 2768 km nordwestlich von Perth, 3685 km westlich von Darwin, 900 km südwestlich der Weihnachtsinsel und etwa 1000 km südwestlich von Java und Sumatra entfernt.
Auf Horsburgh Island, einer der vielen Kokosinseln, war eine Einheit der Ceylon Garrison Artillery mit zwei 6-Inch-Hinterladergeschützen stationiert, die als vorgeschobener Posten japanische Angriffe auf die Fernmelde-Kabelstation der nahen Direction Island abwehren sollten, auf der ceylonesische Infanterie stationiert war.

## Vorgeschichte
Fünfzehn ceylonesische Kanoniere, die von dem Bombardier Gratien Fernando angeführt wurden, beabsichtigten, in der Nacht vom 8./9. Mai 1942 den kommandierenden britischen Offizier George Gardiner und seinen Second Lieutenant Henry Stephens, einen Ceylonesen, festzunehmen.
Die Beziehungen zwischen George Gardiner und seinen untergebenen Soldaten waren schlecht. Er wollte sie disziplinieren und seine Methoden waren verhasst.
Die Ceylon Garrison Artillery stellte nach Auffassung Peter Stanleys, des Chefhistorikers des Australian War Memorial, beispielhaft den Niedergang des britischen Kolonialismus dar. Die Einheit war eine Mischung unterschiedlicher Religionen und Ethnien; europäische und euroasiatische Offiziere befehligten Buddhisten, Katholiken und Protestanten wie auch Singhalesen, Tamilen, Portugiesen, Niederländer und Engländer.
Ferner wusste die Einheit, dass die damalige Lage für die Alliierten Streitkräfte prekär war, denn die Japaner waren erfolgreich. Sie hatten am 7. Dezember 1941 Pearl Harbor bombardiert, am 10. Dezember 1941 das britische Schlachtschiff Prince of Wales und den Schlachtkreuzer Repulse versenkt und damit die Vorherrschaft in diesem Seegebiet erobert. Die britischen Landstreitkräfte wurden in der Schlacht um Singapur vom 31. Januar bis zum 15. Februar 1942 vernichtend geschlagen und am 3. März 1942 wurde Christmas Island erobert. Am 5. April 1942 bombardierte die japanische Luftwaffe Colombo auf Sri Lanka, die Heimat der Meuterer.
Am 3. März 1942 war Direction Island von einem japanischen Zerstörer beschossen worden, wobei die Kabelstation in Brand geriet, aber die Technik und die Kabel nicht beschädigt wurden. Das britische Kriegsministerium ließ die Nachricht über Funk absetzen, dass die Station zerstört worden sei. Der Kabelstation wurden anschließend zur Tarnung Phantasienamen gegeben, damit den Japanern die Zerstörung glaubhaft erschien. Während die japanische Kodierung der Funknachrichten entschlüsselt wurde, konnten die Nachrichten zwischen Australien und Großbritannien über Kabel abhörsicher und unverschlüsselt ausgetauscht werden. Diese Kabelstation war für den asiatischen Raum kriegswichtig; sie war bereits im Ersten Weltkrieg von dem legendären Kleinen Kreuzer Emden angegriffen worden, was in der Folge dieser Auseinandersetzung zum Verlust des deutschen Kreuzers führte. Die Kabel waren 1901 im Indischen Ozean verlegt worden und verbanden Südafrika über Mauritius und Cottesloe in Western Australia. Kabel der Station führten auch nach Jakarta und Darwin.
Die Soldaten waren durch Radionachrichten der Sender Tokyo Rose, BBC und Radio Manila über den Verlauf des Krieges unterrichtet. Sie wussten auch, wie schlecht Kriegsgefangene von den Japanern behandelt werden.
Aus diesem Konglomerat von Interessen, Ängsten und Hoffnungen planten die Meuterer, den Japanern die Kokosinseln zu übergeben; sie waren aber auch der Meinung, dass Asien den Asiaten gehöre, und waren für die Befreiung ihres Landes vom britischen Kolonialismus.

## Verlauf
Die Meuterei misslang, da sich Gardiner nicht entwaffnen ließ und weitere Soldaten gegen die Meuterer mit Waffen vorgingen. Der Soldat Samaris Jayasekera wurde von den Meuterern getötet.
Der damalige Oberbefehlshaber der alliierten amerikanischen, britischen, niederländischen und australischen Streitkräfte (ABDACOM) Archibald Wavell, der den Bericht über die Meuterei las, wollte die Meuterer zurück nach Ceylon schicken.
Sieben Meuterer wurden von einem britischen Kriegsgericht auf den Kokosinseln zum Tode verurteilt; von ihnen wurden drei, nämlich die ceylonesischstämmigen Soldaten Gratien Fernando, Benny de Silva und Carlo Gauder, Anfang August 1942 hingerichtet. Weitere vier Soldaten wurden zu Gefängnisstrafen verurteilt.